# Mancenans-Lizerne
Mancenans-Lizerne är en kommun i departementet Doubs i regionen Bourgogne-Franche-Comté i östra Frankrike. Kommunen ligger i kantonen Maîche som tillhör arrondissementet Montbéliard. År 2022 hade Mancenans-Lizerne 184 invånare.

## Befolkningsutveckling
Antalet invånare i kommunen Mancenans-Lizerne
Referens:INSEE